# Кабальеро, Мауро
Мауро Антонио Кабальеро Лопес (исп. Mauro Antonio Caballero López; родился 3 мая 1972 года в Асунсьоне, Парагвай) — парагвайский футболист, выступавший на позиции нападающего. Пятикратный чемпион Парагвая и обладатель Кубка Либертадорес. Участник Олимпийских игр 1992 года.

## Клубная карьера
Кабальеро воспитанник клуба «Олимпия». В 1992 году он дебютировал за основной состав. Уже в следующем сезоне Мауро выиграл свой первый чемпионский титул в составе «Олимпии». За 6 лет проведённых в составе столичного клуба он выиграл чемпионат четыре раза. В своем последнем сезоне Кабальеро забил 21 мяч, стал лучшим бомбардиром и помог команде выиграть очередной титул. В первые свои сезоны он не часто получал игровую практику, но тем не менее довольно часто забивал, поэтому его показатели в играх за «Олимпию» довольно высоки в 79 матчах он забил 42 мяча.
В 1999 году Мауро перешёл в мексиканский «УАНЛ Тигрес», где провел полтора сезона. В 2001 году он вернулся на родину, подписав контракт с «Серро Портеньо». В первом же сезоне в новом клубе он забил 6 мячей в 12 матчах и помог команде выиграть чемпионат. Вторую половину 2001 года Мауро провел в «Либертаде», став во второй раз лучшим снайпером чемпионата. В 2002 он вернулся в «Олимпию». В первом же сезоне в «старом-новом» клубе Кабальеро выиграл Кубок Либертадорес, а в следующем помог завоевать Рекопа Южной Америки.
В 2004 году он покинул родной клуб, после чего выступал за боливийский «Хорхе Вильстерманн», венесуэльский «Эстудиантес де Мерида» и «Насьональ» из Асунсьона. В 2007 году Кабальеро завершил карьеру в «Олимпии».

## Международная карьера
В 1992 году в составе олимпийской сборной Парагвая Мауро принял участие в Олимпийских играх в Барселоне. В матче группового этапа против сборной Марокко он забил гол.
9 октября 1996 года в отборочном матче чемпионата мира 1998 против сборной Чили Кабальеро дебютировал за сборную Парагвая. 3 марта 1999 года в товарищеском матче против сборной Гватемалы он забил первый гол за национальную команду. В том же году в составе сборной Мауро поехал на Кубок Америки.

### Голы за сборную Парагвая
| #   | Дата         | Место                | Противник | Результат | Соревнование      |
| --- | ------------ | -------------------- | --------- | --------- | ----------------- |
| 01. | 3 марта 1999 | Гватемала, Гватемала | Гватемала | 2:3       | Товарищеский матч |
| 02. | 7 марта 1999 | Гватемала, Гватемала | Боливия   | 3:0       | Товарищеский матч |

## Достижения
Командные
«Олимпия» Асунсьон
- Чемпионат Парагвая по футболу — 1993
- Чемпионат Парагвая по футболу — 1995
- Чемпионат Парагвая по футболу — 1997
- Чемпионат Парагвая по футболу — 1998
- Обладатель Кубка Либертадорес —— 2002
- Обладатель Рекопа Южной Америки —— 2003

«Серро Портеньо»
- Чемпионат Парагвая по футболу — 2001

Индивидуальные
- Лучший бомбардир чемпионата Парагвая (21 мяч) — 1998
- Лучший бомбардир чемпионата Парагвая (21 мяч) — 2001